# Гюмюшхане
Гюмюшхане́ (тур. Gümüşhane) — город в Турции, административный центр одноимённого ила в Черноморском регионе. Находится 115 км южнее Трабзона, на южном склоне Понтийских гор. Население ильче 52 628 жителей по переписи 2014 года.

## Этимология
От тур. gümüş «серебро» и перс. خانه‎ «дом».

## История
В византийский период назывался Тея (Θεια) и принадлежал епархии Халдия.
Расцвет города начинается в XVI веке, после обнаружения месторождения серебра возле бывшей византийской крепости Дзаниха (Τζάνιχα) или Тзанакон (Τζανζάκων).
В 1546 г. здесь был основан монетный двор.
Впервые упоминается под именем Гюмюшхане в 1589 г.
В 1644 г. производство серебра достигло 7 тыс. кг.
Население — в основном греческое — выросло до 60 тыс. человек. Это в значительной мере обусловлено тем, что в регионе рудника христиане были освобождены от выплаты специфических, только для христиан, налогов в Османской империи. К тому же, кроме султанского наместника, турецкое присутствие было незначительным, город самоуправлялся, техническое руководство рудников было закреплено за греками.
По мере истощения месторождения в XVII веке начинается отток рабочего населения к новым месторождениям от Эрзурума до Диярбакыра.
В 1790 г., по приглашению грузинского царя Ираклия II, часть населения переселилась на рудник Ахтала, где греческим переселенцам был передан и одноименный монастырь.
Материальное благополучие и частичное самоуправление создали предпосылки и для духовного расцвета:
Греческое высшее училище (Φροντιστηριο) и библиотека были построены в 1723 г.
Храм Богородицы Каниотисы (Παναγια η Κανηωτησα) — сегодня разрушенный — построен в 1724-26 гг.
В ходе русско-турецких войн город дважды был занят русскими войсками в 1828—29 гг. и в 1877—78 гг. Греческое население встречало русских как освободителей, но русские уходили и, ожидая турецкие гонения, часть греческого населения была переселена в 1829 г. в Цалку в Грузии и в 1878 г. в Батуми и Ставрополь.
Имя Гюмюшхане было окончательно закреплено за городом в 1846 г.
К 1914 г. в городе проживало только 3 тыс. человек, половина населения — греки.
После гонений в период Первой мировой войны, оставшееся в живых греческое население было вынуждено в 1923 г. переселиться в Грецию, в основном в город Науса в Центральной Македонии, где хранится большая часть библиотеки, спасённая беженцами.
Часть чудом спасенной церковной утвари и украшений собрана в Афинском музее Бенаки.
В окрестностях:
Монастырь Хутура — разрушенный сегодня православный монастырь, эпохи византийских императоров Комнинов.
В 1912 году в городе и окрестностях проживали: турки — 25 091 чел.; греки — 5997 чел.; армяне — 1367 чел.

## Известные уроженцы
- Георгиос Кирьякидис — видный греческий просветитель, основал в 1723 г. в Гюмюшхане Высшее греческое училище и библиотеку.
- Игнатий II Кутурис (Ιγνατιος Β, Κουθουρης) — Константинопольский патриарх (1734—1749).
- Мануэл Джахджахян — армянский писатель, поэт, мхитарист, автор итало-армяно-турецкого и армяно-итальянского словарей[5].
- Манвел Гюмушханеци (Шагинян) — армянский церковный деятель, крымский архимандрит[5].
- Хикмет Темель Акарсу (род. 1960) — турецкий писатель, сатирик, драматург, автор романов, повестей, рассказов.
- Тигран Чёкюрян (1884—1915) — армянский писатель.